# Entrechaux
Entrechaux település Franciaországban, Vaucluse megyében. Lakosainak száma 1164 fő (2022. január 1.). Entrechaux Mollans-sur-Ouvèze, Crestet, Faucon, Malaucène, Saint-Marcellin-lès-Vaison és Saint-Romain-en-Viennois községekkel határos.

## Népesség
A település népességének változása:
| Lakosok száma | 1071 | 1141 | 1147 | 1163 | 1112 | 1128 | 1134 | 1138 | 1151 | 1164 |
|               | 2010 | 2013 | 2015 | 2016 | 2017 | 2018 | 2019 | 2020 | 2021 | 2022 |